# Élections législatives maliennes de juillet 1997
Des élections législatives ont lieu au Mali en 1997. Inscrites dans un processus électoral incluant l’élection présidentielle et les élections communales, elles se déroulent dans un climat tendu entre l’opposition et le pouvoir. Une révision du code électoral est votée quelques semaines avant le scrutin. Un premier tour, organisé dans la confusion le 13 avril 1997, est invalidée par la Cour constitutionnelle. Le refus du gouvernement d’interrompre le processus électoral comme demandé par l’opposition regroupée au sein du Collectif de l’opposition (Coppo) aggrave les tensions. Les élections ont finalement lieu les 20 juillet 1997 et 3 août 1997. Alors qu’une grande partie de l’opposition a appelé au boycott, le parti du président Alpha Oumar Konaré, l’Alliance pour la démocratie au Mali-Parti africain pour la solidarité et la justice remporte largement les élections.

## Contexte

### Précédent scrutin
Ces élections font partie d’un processus électorale qui voit se succéder les élections législatives, l’élection présidentielle et les élections communales. Elles se déroulent cinq après les premières élections multipartites de 1992, organisées par le Comité de transition pour le salut du peuple (CTSP) en janvier 1992 pour les Élections municipales, mars 1992 pour les législatives et avril 1992 pour la présidentielle. L’Alliance pour la démocratie au Mali-Parti africain pour la solidarité et la justice (Adéma-Pasj) avaient remporté ces élections et son chef, Alpha Oumar Konaré était devenu le premier président de la 3e république.
Mais le président et ses gouvernements successifs sont confrontés à d’importantes difficultés : résurgence du problème touareg, crise économique et social avec la dévaluation de 40 % du francs CFA, scission du parti majoritaire avec la fondation du Mouvement pour l'indépendance, la renaissance et l'intégration africaine en 1994.
Le 4 février 1994 Ibrahim Boubacar Keïta est nommé Premier ministre

### Des partis en ordre de bataille
Quelques mois avant les élections, les multiples partis politiques se regroupent dans trois coalitions :
- La Convergence nationale pour la démocratie et le progrès (CNDP), créée le 26 octobre 1996 autour du parti présidentiel l’Alliance pour la démocratie au Mali-Parti africain pour la solidarité et la justice (Adéma-Pasj) avec le Parti pour la renaissance nationale (PARENA) , l’Alliance pour la démocratie économique et sociale (ADES), la Convention sociale démocrate (CDS), le Mouvement des citoyens- Cercle des démocrates républicains (MC-CDR), le Rassemblement malien pour le travail (RAMAT) et le Parti démocratique pour la justice (PDJ).
- Le Rassemblement des forces patriotiques (RFP), créé le 17 octobre 1996 composé du Bloc pour la démocratie et l'intégration africaine (BDIA), du Parti pour la démocratie et le progrès (PDP), de l’Union pour la démocratie et le développement (UDD), du Parti malien pour le développement et le renouveau (PMDR), élargi au Congrès national d’initiative démocratique (CNID), au Parti de la solidarité et du progrès, au Mouvement patriotique pour le renouveau et à l’Union des forces démocratiques pour le progrès (UFDP). L’UDD quitte cette alliance lors de l’entrée du MPR et du CNID pour rejoindre le troisième regroupement.
- Le Front pour le changement et la démocratie (FCD), créé le 12 décembre 1996 composé du Mouvement pour l'indépendance, la renaissance et l'intégration africaine (Miria), de l’Union soudanaise-Rassemblement démocratique africain (Us-Rda), du Rassemblement pour la démocratie et le progrès (RDP), de l’Union pour la démocratie et le développement (UDD), du Parti du renouveau démocratique et du travail (PRDT), du Parti malien pour le progrès social (PMPS).

### Nouveau code électoral
Quelques mois avant les élections, le gouvernement malien procède à une révision du code électoral. Un projet de loi est présenté à l’Assemblée nationale et adopté uniquement par les députés de la majorité. La Cour constitutionnelle, saisie par des députés de l’opposition, censure le 25 octobre 1996 certains aspects, notamment :
- le monopole de présentation des candidatures par les partis politiques
- la composition de la Commission électorale nationale indépendante
- un mode de scrutin différencié selon l’importante de la population des circonscriptions électorales[3],[4].

Un nouveau projet est élaboré en concertation avec différents partis de la majorité et de l’opposition et est adopté par l’Assemblée nationale le 14 janvier 1997.
Ce nouveau code électoral maintient le mode de scrutin de liste majoritaire à deux tours par circonscription électorale, autorise les candidatures indépendantes et institue une Commission électorale nationale indépendante (CENI).
La CENI est composée de 30 membres :
- 7 représentants des partis de la majorité
- 7 représentants des partis de l’opposition
- 8 représentants de la société civile
- 8 représentants de l’administration territoriale

Elle a comme mission la préparation et l’organisation des élections et notamment l’établissement de la liste électorale, l’organisation matérielle du vote, l’impression et la répartition dans les bureaux de vote du matériel électoral (bulletins de vote et enveloppes).

### Une préparation jugée trop rapide
Le 17 janvier 1997, trois jours après l’adoption de la loi électorale, le gouvernement nomme les membres de la CENI et annonce le même jour la date des prochaines élections législatives (9 et 23 mars 1997, présidentielle (4 et 18 mai 1997 et communales (1er juin 1997).
L’avocat Kassoum Tapo est élu président de la CENI.
L’opposition pense que l’impréparation du gouvernement ne permet pas d’organiser les élections transparentes et crédibles dans un délai aussi court. Elle reproche au gouvernement de ne pas avoir révisé annuellement les listes électorales comme la loi l’exige. Le Rassemblement des forces patriotiques introduit deux recours devant la Cour constitutionnelle pour demander l’invalidation du décret de convocation du collège électoral pour les législatives du 13 avril. Le premier recours porte sur le choix de la date du scrutin, le second sur l’absence de révision annuelle des listes électorales.
Le parti au pouvoir dénonce la volonté de l’opposition d’empêcher coûte que coûte la tenue des élections dans les délais afin de constituer une vide constitutionnel.
À la demande de la CENI, le premier tour est reporté au 13 avril 1997. Le 3 mars 1997, le président de la république dissous l’Assemblée nationale.

### Scrutin d'avril 1997
Pour ces élections, 32 partis politiques et 24 personnalités indépendantes font acte de candidature
Les élections du 13 avril se passe dans la plus grande confusion, les autorités et le président de la République Alpha Oumar Konaré reconnaissant les insuffisances. Les observateurs internationaux de l’Organisation internationale de la francophonie notent l’absence ou la présence selon les cas de listes manuelles ou informatisées et l’absence de cartes d’électeurs dans certains bureaux, entraînant des retards et des difficultés pour les électeurs à voter. Devant l’absence de listes électorales, des électeurs ont pu voter en présentant un livret de famille.
Le gouvernement, réuni en conseil des ministres le 16 avril 1997 tout en reconnaissant « les insuffisances et les difficultés constatées çà et là » appelle à la poursuite du processus électoral.

#### Contestation
Dans un communiqué de presse du 14 avril 1997, les partis de l’opposition réclament :
- La démission du gouvernement en raison de sa responsabilité dans l’impréparation des élections et surtout celle du Premier ministre sur entêtement à imposer à l’ensemble de la classe politique le scrutin bâclé du 13 avril 1997 ;
- La dissolution de la CENI qui a failli à son devoir envers le Peuple malien de n’avoir pas tiré les conséquences de l’impréparation réelle du scrutin (…) ;
- La non reconnaissance des résultats dudit scrutin ;
- La suspension du processus électoral jusqu’à la réunion des conditions pour la tenue d’élections régulières, transparentes et crédibles (…)

Dans cette déclaration, l’opposition annonce l’organisation d’une marche pacifique suivi d’un meeting à Bamako pour le 16 avril 1997.
L’opposition reproche principalement l’absence d’une liste électorale fiable et révisée conformément à l’ordonnance n° 91-074 P-CTST du 10 octobre 1991 portant Code électoral.
L’opposition décide de retirer ses représentants au sein de la Commission électorale nationale indépendante (CENI) pour protester contre la mauvaise organisation et se regroupe au sein du collectif de l’opposition (Coppo).

#### Annulation
Le président de la CENI publie les résultats complets du premier tour le 19 avril 1997. Le parti au pouvoir Alliance pour la démocratie au Mali-Parti africain pour la solidarité et la justice (Adéma-Pasj) obtient 24 députés et est en ballottage favorable dans 37 autres circonscriptions. L’opposition n’a aucun élu au premier tour. L’opposition réclame la suspension du processus électoral. Les neuf candidats déclarés pour l’élection présidentielle retirent leur candidature, laissant seul le président sortant. Le candidat Mamadou Maribatrou Diaby revient cependant sur sa décision.
Le 25 avril 1997, la Cour constitutionnelle annule le scrutin du 13 avril pour graves irrégularités.

## Déroulement
De nouvelles élections sont programmées pour les 6 et 20 juillet 1997. La campagne électorale pour le premier tour est ouverte du 15 juin 1997 au 4 juillet 1997 celle du second tour du 11 au 18 juillet 1997.

### Un climat tendu
Le collectif des partis de l’opposition (Coppo) conteste la légitimité de la poursuite du processus électoral et annonce qu’elle ne participe pas aux prochaines élections
Les élections sont reportées au 20 juillet 1997 pour le premier tour et au 3 août 1997 pour le second tour
Ce report intervint dans un climat de fortes tensions entre le pouvoir et l’opposition : manifestations interdites à Bamako et Ségou, arrestations, incarcérations puis remises en liberté provisoire de Choguel Kokalla Maïga, président du Mouvement patriotique pour le renouveau (MPR), Almamy Sylla, président du collectif de l'opposition, Me Mountaga Tall, président du Congrès national d'initiative démocratique (CNID), Moussa Koné, président des jeunes du collectif de l'opposition, le colonel Youssouf Traoré, chef de l'Union des forces démocratiques pour le progrès (UFDP), inculpés pour "attroupement non armé de nature à troubler la tranquillité publique", "destruction d'édifice", "opposition à l'autorité de l'État", et "incendies volontaires".
La Cour constitutionnelle valide les candidatures de 19 partis politiques et rejette celle de deux petits partis, le PEI et le PARI, pour « non-conformité avec la loi ». Huit partis de l’opposition modérée participent aux élections dont le Parti pour la démocratie et le progrès (PDP), l'Union pour la démocratie et le développement (UDD) et le Rassemblement pour la démocratie et le progrès (RDP). Les partis de l’opposition radicale tel le Congrès national d'initiative démocratique (CNID), le Mouvement patriotique pour le renouveau (MPR) ou l'Union soudanaise-Rassemblement démocratique africain (US/RDA)) boycottent les élections.
La campagne se déroule dans un climat tendu, l’opposition radicale voulant empêcher la tenue des élections. Le Premier ministre Ibrahim Boubacar Keïta déclare que "Ceux qui ne veulent pas aller aux élections peuvent rester chez eux. Mais ceux qui veulent empêcher les autres d'y aller trouveront la loi sur leur chemin".

### Un scrutin dans la violence
Le scrutin se tient dans un climat de violence. A Bamako, le siège du parti au pouvoir l’Adéma-Pasj est incendié ainsi qu’une mairie. A San, deux personnes sont tuées par balle et plusieurs autres blessées.

## Résultats
L’Adéma-Pasj et ses alliés (le Parena et le pdj) remportent largement ces élections, l’Adéma-Pasj obtenant à elle seule largement la majorité absolue.
| alliances ou parti politique                                                        | Sigle      | Nombre de sièges obtenus |
| ----------------------------------------------------------------------------------- | ---------- | ------------------------ |
| Alliance pour la démocratie au Mali-Parti africain pour la solidarité et la justice | ADEMA/PASJ | 128                      |
| Parti pour la renaissance nationale                                                 | PARENA     | 8                        |
| Convention démocratique et sociale                                                  | CDS        | 4                        |
| Parti pour la démocratie et le progrès                                              | PDP        | 2                        |
| Union pour la démocratie et le développement                                        | UDD        | 2                        |
| Convention parti du peuple                                                          | COPP       | 1                        |
| Parti pour la démocratie et la justice                                              | PDJ        | 1                        |
| Rassemblement national pour la démocratie                                           | RND        | 1                        |

## Suites
Les jours qui suivent voient se prolonger la violence alors que l’opposition radicale a déclaré ne pas reconnaître la nouvelle assemblée. Le 10 août 1997, lors d’un meeting organisé à Bamako par l’opposition, un policier est lynché à mort. Dix responsables de l’opposition dont Me Mountaga Tall, président du CNID, Almamy Sylla, président du collectif de l'opposition, Youssouf Traoré de l'UFDP, Seydou Badian Kouyaté de l'US-RDA, Mohamed Lamine Traoré, ancien ministre de l'Intérieur, chef du MIRIA, Fanta Diarra, présidente des femmes du Congrès national d'initiative démocratique (CNID) sont alors arrêtés et inculpés de "violence et voies de fait ayant entraîné la mort d'une personne. Un mandat d’arrêt international est lancé contre Oumar Mariko